# Königlich Bayerisches 11. Infanterie-Regiment „von der Tann“
Das 11. Infanterie-Regiment „von der Tann“ war ein Verband der Bayerischen Armee. Der Friedensstandort des Regiments war zuletzt Regensburg.

## Geschichte

### Aufstellung und Entwicklung
Das Regiment wurde am 27. September 1805 gemäß Entschließung des Kronrats als 13. Linien-Infanterie-Regiment in Würzburg aufgestellt. Es wurde aus Abgaben aller bis dato bestehenden Infanterieregimenter, leichten Bataillonen sowie sonstigen Einheiten errichtet und hatte eine Stärke von 49 Offizieren sowie 1345 Unteroffizieren und Mannschaften. Erster Oberstkommandant war Clemens von Drouin. Am 17. Oktober 1805 machte das Regiment mit gesamt 1329 Mann mobil und wurde zusammen mit dem 6. Infanterie-Regiment der Brigade „von Karg“ zugeordnet. Dabei erbrachte es große Marschleistungen in Oberösterreich, kam jedoch nicht zu Kampfeinsätzen. Danach verlegte es am 12. Januar 1806 in die neue Garnison Ulm; dort war es mit einer Gesamtstärke von 1247 Mann in acht Kompanien gegliedert. Zudem wurde ein Depot mit 261 Mann gebildet. Am 4. März 1806 wurden Teile der Stadtgarde der Reichsstadt Augsburg aufgenommen. Am 1. August 1806 schieden die Würzburger aus dem Regiment aus.

### Krieg gegen Preußen und Russland 1806/07
Für den Krieg gegen Preußen war das Regiment der 1. Brigade der Division „Wrede“ unterstellt. Im Gefecht bei Plassenberg am 19. Oktober 1806 fiel Korporal Johann Schmitt, der erste Tote des Regiments. Am 30. Dezember 1806 verlor das Regiment im Gefecht bei Oltaschin vier Gefallene sowie einen Hauptmann und zwölf Mann als Verwundete, ein Offizier und 36 Mann marschierten in Gefangenschaft. Während der Gefechte bei Pultusk an der Narew (Poplawy) vom 14. bis 16. Mai 1807 fielen ein Offizier und sieben Mann, zwei Offiziere und 49 Mann wurden verwundet sowie dreizehn Mann wurden vermisst. Am 16. Mai 1807 gelang es dem Stabshauptmann Wilhelm von Horn mit einem Zug des Regiments und mit Kräften des 7. Infanterie-Regiments einen Durchbruch der Russen beim I. Bataillon durch einen beherzten Gegenangriff zu verhindern. Dadurch trug er gemäß Bericht des Generalleutnants Wrede zum glücklichen Ausgang der Affaire wesentlich bei. Deshalb wurde er nach einstimmigem Beschluss des Ordenskapitels mit Armeebefehl vom 13. August 1807 mit dem Ritterkreuz des Militär-Max-Joseph-Ordens ausgezeichnet. Bei Gladtschyn am 25. Mai 1807 hatte es keine Verluste infolge Kampf hinzunehmen, es verstarb jedoch während einer grassierenden Typhusepidemie ein Offizier, über zweihundert Mann befanden sich im Lazarett. In dieser Zeit desertierten etwa einhundert Soldaten des Regiments. Am 14. Juli 1807 erhielt das Regiment Ersatz von einem Offizier und 250 Mann. Am 25. Januar 1808 wurde Franz Freiherr von Dallwigk das Kommando über das Regiment übertragen.

### Krieg gegen Österreich 1809
Zum Krieg gegen Österreich trat das Regiment in Stärke 42 Offiziere, 1642 Mann und 46 Pferde an. Im ersten Treffen bei Mühlhausen am 18. April 1809 blieb es noch ohne Verluste, am darauf folgenden Tag bei Siegenburg hatte es zehn Gefallene und 17 Verwundete zu beklagen. Am 20. April 1809 fielen bei Abensberg weitere neun Mann, vierzig Mann wurden verwundet. Am nächsten Tag verstarb ein Bataillonskommandant (Oberstleutnant von Stansky) und vierzehn Mann wurden unweit von Landshut bei der Explosion eines Munitionswagens verwundet. Im Gefecht bei Neumarkt am 24. April fielen ein weiterer Bataillonskommandant (Oberstleutnant Freiherr von Tänzl) sowie 36 Mann, der Oberstkommandant Freiherr von Dallwigk, drei Offiziere und 134 Mann wurden verwundet, 69 Mann gerieten in Gefangenschaft. Im Zuge der Gefechte um den Strubpass am 11. Mai 1809 und bei Waidring am Tag darauf verlor das Regiment weitere zwei Offiziere und 55 Mann. Bei der Einnahme von Rattenberg am 13. Mai 1809 musste es Verluste an zwanzig Gefallenen und 153 Verwundeten hinnehmen. Zwei Tage später hatte es bei Straß und Schwaz (15. Mai) den Verlust eines weiteren Stabsoffiziers aushalten, konnte aber vor allem bei Schwaz unter der bewährten Führung seines Oberst Freiherr von Dallwigk einen großartigen Sieg auf seine Fahnen heften. Im Gefecht bei Hellmannsöd am 22. Juni 1809 hatte lediglich das II. Bataillon wenige Verluste zu verzeichnen. Bei Wagram erbeutete das Regiment am 6. Juli 1809 zwei österreichische Fahnen bei nur einem Toten sowie einem Verwundeten. In den Gefechten bei Znaim am 10. und 11. Juli 1809 fielen ein Stabsoffizier und 59 Mann, vierzehn Offiziere und 227 Mann wurden verwundet. Bei Hall in Tirol am 26. und 27. Juli kamen nochmals dreißig Gefallene sowie drei verwundete Offiziere und 149 Mann hinzu, sieben Offiziere und 93 Mann wurden gefangen genommen. Während der Schlacht am Bergisel am 1. November 1809 waren nur neun Verwundete zu verzeichnen. Verglichen mit den anderen bayerischen Infanterieregimentern hatte dieses Regiment einen besonders hohen Blutzoll zu entrichten.
Mit dem 23. März 1810 wurde Franz Joseph Ferdinand von Schmöger das Kommando über das Regiment übertragen. Ab August 1810 lag das I. Bataillon in Kempten und das II. Bataillon in Landsberg am Lech. Am 29. April 1811 nahm es die 8. Kompanie des Regiments „Kinkel“ sowie einhundert Mann vom 1. Infanterie-Regiment auf. Am selben Tag wurde Generalleutnant August Freiherr von Kinkel zum Inhaber des Regiments ernannt, das ab diesem Zeitpunkt 11. Linien-Infanterie-Regiment „Kinkel“ hieß. Ebenfalls am 29. April 1811 erhielt es die Fahnen des Regiments „Kinkel“, die alten Fahnen wurden an das Augsburger Zeughaus zurückgeliefert.

### Krieg gegen Russland 1812/13
Am 15. Februar 1812 rückte das Regiment unter der 2. Brigade der 2. Division „Wrede“ ab. In den Kämpfen bei Polozk vom 16. bis 18. August 1812 fielen zwei Offiziere und 32 Mann, zwei Offiziere, ein Arzt und 118 Mann wurden verwundet sowie 22 Mann galten als vermisst oder gefangen. Am 29. August 1812 war das Regiment der zweitstärkste Verband des bayerischen Armeekontingents (30 Offiziere, 60 Unteroffiziere und 505 Mann). Es nahm Ende August 1812 32 Mann Ersatz auf. Am 14. September 1812 wurde Wilhelm Rodt das Kommando über das Regiment übertragen. Beim Gefecht an der Disna am 16. Oktober waren das 5. und 11. Infanterie-Regiment bereits auf ein Bruchteil der ursprünglichen Gefechtsstärke zusammengeschmolzen. Am 21. September 1812 gab das Regiment seine Fahnen an das Kriegskommissariat ab, da Generalleutnant von Wrede den stark geschwächten bayerischen Truppenteilen eine wirkungsvolle Verteidigung ihrer Fahnen nicht mehr zutraute. Oberkriegskommissar Amann führte den Tross mit den Fahnen in Richtung Heimat, wurde jedoch am 24. Oktober 1812 bei Selischtsche von Kosaken überfallen. Die 22 Fahnen wurden erbeutet und als Siegestrophäen in der Kasaner Kathedrale ausgestellt. Am 19. Oktober 1812 bei Bononia fielen ein Offizier und elf Mann, neun Offiziere und 56 Mann wurden verwundet, dreizehn Offiziere und 119 wurden vermisst oder gefangen. Zwei Offiziere und eine große Anzahl Mannschaften fielen den Russen als nicht Transportfähige in die Hände. Am Ende des Tages wurden die verbliebenen 76 halbwegs kampffähigen Männer des 5. und 11. Infanterie-Regiments zu einer Kompanie zusammengefasst. Ein Stabsoffizier und ein Offizier erlagen den Strapazen des Feldzugs. Am 20. Oktober 1812 verlor diese Kompanie bei Drutschany weitere 21 Mann. Am 16. November 1812 gelang es aus den Resten nochmals eine Kompanie in Stärke von sechs Offizieren und 146 Mannschaften zu bilden. Am 29. November 1812 traten die Überbleibsel der bayerischen Regimenter den Rückzug über Wilna an. Bei Wileika fielen vier Mann, ein Offizier verstarb, 15 Mann wurden verwundet und 101 Mann gerieten in Gefangenschaft. Am 9. Dezember 1812 verlor das Regiment seine letzten Geschütze, ein Arzt sowie der Großteil der Verwundeten und Kranken mussten zurückgelassen werden. Nach den Gefechten bei Shismory am 11. Dezember 1812 erreichten nur 68 Mann Antocolze, von wo aus der Rückmarsch nach Plock erfolgte. Am 28. Dezember 1812 wurde das I. Bataillon in Stärke 19 Offiziere, 693 Mann und 19 Pferde neu aufgestellt und der 2. Brigade „Freiherr von Zoller“ unterstellt. Diese Brigade verteidigte Thorn von 20. Januar bis 16. April 1813. Am 11. März wurde die Stärke des Bataillons mit 19 Offiziere und 685 Mann angegeben, davon war die Hälfte als krankgemeldet. Am 16. April zogen 16 Offiziere und 320 Mann aus der Festung, über 220 blieben krank zurück, 152 Mann überlebten die Belagerung nicht. Fünf Offiziere des Regiments starben in der Gefangenschaft, 14 Offiziere kehrten 1814 aus Russland zurück. Angaben über das Schicksal der Gefangenen im Unteroffizier- und Mannschaftsrang waren nicht bekannt. Am 19. April 1813 nahm das II. Bataillon in Innsbruck eine neue Fahne entgegen, das I. Bataillon erhielt eine neue Fahne kurze Zeit später. Am 10. August 1813 wurde Franz von Pillement zum Oberstkommandanten ernannt.

### Krieg gegen Frankreich 1813/14 und 1815
Zu den Befreiungskriegen trat das Regiment mit zwei Bataillone mit insgesamt 41 Offizieren und 1690 Mann unter dem Kommando der 1. Brigade (Generalmajor von der Stockh) der 3. Division (Generalleutnant de la Motte) an. In der unglücklichen Schlacht bei Hanau am 30./31. Oktober 1813 fielen ein Offizier und acht Mann, drei Offiziere und 96 Mann wurden verwundet, ein Offizier und 200 Mann gerieten in Gefangenschaft oder wurden vermisst. Am 22. Dezember 1813 nahm das Regiment nach dem Rheinübergang bei Basel 497 Mann Ersatz vom Jahrgang 1794 auf. Im Gefecht bei Brienne am 1. Februar 1814 fielen zwei Mann, sechs Mann wurden verwundet, darunter der ehemalige Oberstkommandant Roth, der tags darauf starb. Nach den Gefechten bei Luisetaine am 13. Februar 1814 (14 Verwundete) erlitt das Regiment bei Villeneuve am 17. Februar 1814 schwere Verluste; 26 Mann waren gefallen, acht Offiziere sowie 124 Unteroffiziere und Mannschaften verwundet und 120 Mann gefangen. Nach den Schlachten bei Bar-sur-Aube (27. Februar 1814) und Arcis sur Aube (20./21. März 1814) und dem Verlust von weiteren sieben Offizieren und etwa 100 Mann zog das Regiment am 2. April 1814 in Paris ein. Im Jahre 1815 wechselte das II. Bataillon von Landsberg am Lech nach Lindau. Am 28. März 1815 wurde es in Stärke 1294 Mann der 2. Brigade (Generalmajor von Treuberg) der 3. Division unterstellt. Mit dem 23. Juni 1815 begann der Vormarsch und das Regiment kam bis zum 9. August 1815 nach Château-Renard – Beaune-la-Rolande.

### ZwischenWiener Kongress(1815) und demDeutschen Krieg(1866)
1815 wurde das VI. National-Feld-Bataillon Lindau und das XVI. National-Feld-Bataillon Kempten als IV. und V. Rahmenbataillon aufgenommen, die nach Auflösung des III. Reserve-Bataillons in jeweils III. und IV. Rahmen-Bataillon umbenannt wurden. Am 1. Juni 1822 löste man die beiden Rahmen-Bataillone auf. 1825 wurde das Regiment in zwei Bataillone mit je einem Schützen- und fünf Füsilierkompanien gegliedert. Nach dem Tod von Generalleutnant August Freiherr von Kinkel am 25. November 1827 erhielt das Regiment die Bezeichnung 11. Linien-Infanterie-Regiment „vacant Kinkel“. Für das Hilfskorps in Griechenland wurde aus dem II. Bataillon des Regiments und dem I. Bataillon des 10. Infanterie-Regiments das kombinierte Regiment „Nickels“ gebildet. Das II. Bataillon hatte eine Stärke von 27 Offizieren, 54 Unteroffizieren und 678 Mann. Es verblieb vom 19. November 1832 bis 29. Juni 1834 in Griechenland, wo vier Offiziere, sechs Unteroffiziere und 122 Mann starben. Die Fahne des II. Bataillons erhielt das Denkzeichen für das Bayerische Hilfskorps am 25. August 1834. Am 28. Oktober 1835 wurde Generalleutnant Peter Freiherr von Lamotte zum Regimentsinhaber ernannt, das zugleich in Infanterie-Regiment „Lamotte“ umbenannt wurde. Am 30. Dezember 1836 löste ihn Generalmajor Friedrich Freiherr von Hertling als Inhaber ab, das Regiment hieß nun Infanterie-Regiment „Friedrich Hertling“. Nach dem Tod seines Vorgängers am 21. November 1837 wurde das Regiment gleichzeitig in Infanterie-Regiment „vacant Lamotte“ umbenannt. Am 30. März 1838 wurde Generalmajor Wilhelm Christoph Graf von Ysenburg zum Inhaber ernannt, das Regiment hieß nunmehr ab sofort Infanterie-Regiment „Ysenburg“. Am 25. August 1842 wurde Friedrich Graf von Ysenburg zum Oberstkommandanten des Regiments ernannt. Am 27. März 1848 wurde eine Füsilierkompanie in Stärke vier Offiziere, sechs Unteroffiziere und 122 Mann nach Neu-Ulm abgestellt. Mit dem 31. März 1848 übernahm Joseph Naus das Kommando über das Regiment. Von 16. April bis 6. August 1848 war das I. Bataillon nach Konstanz, das II. Bataillon nach Radolfzell kommandiert, um in Schwaben und im badischen Seekreis für Ruhe und Ordnung zu sorgen. In die Zeit der Aufstellung des III. Bataillons am 21. April 1848, das bereits die neue Fahne Modell 41 erhielt, fielen auch die sog. Bierkrawalle in Kempten. Am 26. April 1848 wurde das Regiment in 11. Infanterie-Regiment „Ysenburg“ umbenannt. Von 12. bis 22. Juni 1849 befanden sich das I. und II. Bataillon beim Observationskorps Donau, das II. Bataillon in Donauwörth. Im Jahr 1849 war das I. Bataillon in Aschaffenburg, das II. in Lohr und das III. zunächst in Würzburg, dann in Kempten stationiert. Im Jahre 1850 war das Regiment mit seinem I. und II. Bataillon der Brigade des Generalmajors Graf Guiot unterstellt. 1851 war das I. Bataillon nach Kassel, das II. nach Marburg abkommandiert. Ab August 1851 lag das Regiment geschlossen in der Garnison Regensburg. Von Oktober 1853 bis Anfang 1860 wurden immer wieder Teile des Regiments in die Garnisonsstädte Landau in der Pfalz, Ingolstadt, Straubing und Germersheim ausgelagert. Am 1. Oktober 1851 wurden die 5., 10. und 15. Füsilier-Kompanie, am 15. November 1856 die 3. Schützen-Kompanie aufgelöst, welche am 24. April 1859 wieder aufgestellt wurden. Mit dem Tod des Inhabers Wilhelm Graf von Ysenburg am 29. Februar 1860 wurde am 1. März 1860 das Regiment in 11. Infanterie-Regiment „vacant Ysenburg“ umbenannt. 1860 war es wieder geschlossen in Regensburg stationiert. Ab Oktober 1861 wurde das I. Bataillon nach Ingolstadt, eine Kompanie nach Lichtenau kommandiert. Mit dem 12. Mai 1863 wurden die 5., 10. und 15. Füsilier-Kompanie in die 2., 4. und 6. Schützen-Kompanie umgegliedert. Mit dem 11. Januar 1865 übernahm Philipp Straub von Oberst Joseph von Ribaupierre, der seit dem 9. Mai 1859 Oberstkommandant gewesen war, das Kommando über das Regiment.

### Krieg gegen Preußen 1866
Im Jahre 1866 wurde ein Reserve- und Depot-Bataillon aufgestellt, das nach Friedensschluss bald wieder aufgelöst wurde. Am 10. Mai 1866 trat das Regiment in Stärke 60 Offiziere und 2100 Mann an. Das I. Bataillon wurde von Ingolstadt nach Nürnberg verlegt und stieß am 10. Juli 1866 zum Regiment; das II. und III. Bataillon wurden der 5. Brigade (Generalmajor von Ribaupierre), 3. Division (Generalleutnant Freiherr von Zoller) unterstellt. Während das I. Bataillon nach Lichtenau, Rosenberg und Plassenburg kommandiert wurde, kämpfte das Gros des Regiments am 4. Juli 1866 bei Zella, wo nur ein Mann verwundet wurde. In der Schlacht bei Kissingen am 10. Juli 1866 verlor das Regiment 14 Gefallene sowie 44 Verwundete, 189 Mann gingen in Gefangenschaft. Damit sank die Gefechtsstärke auf 40 Offiziere und 1528 Mann. Während der Gefechte bei Helmstadt am 25. Juli 1866 hatte das Regiment weitere 26 Gefallene, 97, Verwundete, von denen ein Hauptmann bald darauf seinen Wunden erlag, hinzunehmen. 87 Mann wurden vermisst.
Im Oktober 1866 wurde das I. Bataillon von Ingolstadt nach Lindau verlegt. Mit dem 14. April 1867 wurde Maximilian Graf von Leuglfing mit der Führung des Regiments betraut. Am 28. April 1867 ernannte König Ludwig II. den Generalleutnant Ludwig von der Tann-Rathsamhausen zum Inhaber des Regiments, das bis zu seiner Auflösung am 15. Dezember 1918 die Bezeichnung 11. Infanterie-Regiment „von der Tann“ behielt. Am 10. Mai 1868 wurden die Schützenkompanien aufgelöst, das Regiment war nunmehr in drei Bataillone zu je vier Kompanien gegliedert. Am 1. Juli 1868 gab das Regiment eine Kompanie an das 9. Jäger-Bataillon ab. Ab dem 1. Oktober 1868 hatte das Regiment im quartalsweisen Wechsel eine Kompanie auf der Veste Oberhaus in Passau abzustellen.

### Krieg gegen Frankreich1870/71
Am 17. Juli 1870 machte das I. und II. Bataillon bei der 2. Brigade, das II. Bataillon bei der 8. Brigade mobil. Am 30. Juli 1870 wurde das Ersatz-Bataillon für die Kriegsdauer aufgestellt. Das III. Bataillon kämpfte am 4. August 1870 bei Weißenburg mit einer Gefechtsstärke von 23 Offizieren, 71 Unteroffizieren und 768 Mann, von denen sieben Mann fielen und drei Offiziere sowie 48 Mann verwundet wurden. An diesem Tag verbrauchte das Bataillon über 50.000 Schuss. Am Gefecht bei Wörth war das gesamte Regiment (65 Offiziere, 208 Unteroffiziere und 2301 Mannschaften) beteiligt. Hier musste das Regiment als Gefallene vier Offiziere und 19 Mann, als Verwundete sieben Offiziere und 135 Mann hinnehmen; 19 Mann galten als vermisst. Im Gefecht bei Beaumont am 30. August 1870 hatte es noch eine Stärke von 60 Offizieren, 159 Unteroffizieren und 1852 Mannschaften. Bei Beaumont blieb das Regiment von Verlusten verschont. Tags darauf bei Remilly fielen vom II. und III. Bataillon zwei Mann und zwei Offiziere sowie sechs Mann wurden verwundet. In der Schlacht von Sedan am 1. September 1870 focht das Regiment in Stärke von 59 Offizieren, 157 Unteroffizieren und 1822 Mannschaften. Die Verluste beim II. und III. Bataillon wurden mit einem gefallenen Offizier sowie 19 Verwundeten angegeben. In den Gefechten am 19. September 1870 bei Petit Bicêtre, Plessis Piquet und Chatillon vermeldete das Regiment keine Verluste. In der Affaire bei Rambouillet am 22. September 1870 hatte das I. Bataillon keine Verluste und nahm ein Offizier, zwei Unteroffiziere und 78 Mann Ersatz auf. Am 30. September traf weiterer Ersatz von zwei Offizieren, zwei Unteroffizieren und 84 Mann ein. Am 10. November 1870 übernahm Otto Schmidt von Maximilian von Leublfing das Kommando über das Regiment. In den Gefechten bei Artenay (10. Oktober), Orléans (11. Oktober) und Chatillon (13. Oktober) kämpfte das III. Bataillon (Gefechtsstärke: 22 Offiziere, 69 Unteroffiziere und 799 Mann) bei geringen Verlusten (sechs Gefallene, 24 Verwundete). Am 21. November 1870 konnte ein Kompanieführer, begleitet von einem Sergeanten mit der Fahne des II. Bataillons und zwei Korporalen, gegen die Übermacht der französischen Mobilgardisten anzustürmen und diese zum Rückzug zu bringen.
Während der Einschließung von Paris verlor das III. Bataillon noch einen Gefallenen und 15 Verwundete; es erhielt zwischen 14. Oktober und 21. Dezember 1870 Ersatz von drei Offizieren, sieben Unteroffizieren und 276 Mann. Von November 1870 bis Januar 1871 hatte das Bataillon einen hohen Krankenstand, ein Offizier starb an Typhus. Das I. und II. Bataillon nahmen am 7. und 8. Januar 1871 den Ersatz von drei Offizieren, 22 Unteroffizieren und 554 Mann auf. Am 1. März 1871 marschierte das III. Bataillon in Stärke 26 Offiziere, 70 Unteroffiziere und 858 Mann sowie 57 Nichtkombattanten in Paris ein.
Am 18. Januar 1871 waren während der Kaiserproklamation in Versailles zwei Bataillonsfahnen (I. Bataillon, III. Bataillon, 11. Kompanie) mit Begleitung abgeordnet.
Das Regiment hatte während des Krieges gegen Frankreich zu beklagen:
- an Gefallenen acht Offiziere sowie 64 Unteroffiziere und Mannschaften;
- an Verwundeten dreißig Offiziere sowie 513 Unteroffiziere und Mannschaften, von denen fünf Offiziere und 45 Mann ihren Verletzungen erlagen;
- an Gefangenen zwei Offiziere sowie 88 Unteroffiziere und Mannschaften, von denen fünf Mann die Gefangenschaft nicht überlebten.

Im August 1873 waren das II. Bataillon in Ingolstadt, das III. Bataillon in Passau stationiert. Das II. Bataillon wurde 1875 wieder nach Regensburg verlegt. Im September 1878 zog das III. Bataillon von Passau nach Straubing um. Im Jahre 1893 war General der Infanterie Benignus von Safferling à la suite des Regiments gestellt. Am 2. Oktober 1893 wurde das IV. Halb-Bataillon mit der 13. und 14. Kompanie aufgestellt, die bereits am 1. April 1897 als 7. und 8. Kompanie zum aufzustellenden 21. Infanterie-Regiment versetzt wurden. Im April des Jahres kehrte das III. Bataillon wieder nach Regensburg zurück. Am 1. September 1897 hatte das Regiment die Ehre, an einer großen Parade vor Kaiser Wilhelm II. und dem Prinzregenten Luitpold mit anschließenden Manövern teilzunehmen. Mit dem 28. Oktober 1904 wurde Eugen Benzino zum Regimentskommandanten ernannt. Im Zuge der China-Expedition im Jahre 1900 wurden fünf Mann zum I. See-Bataillon, ein Offizier, ein Oberarzt, drei Unteroffiziere und 26 Mannschaften zum II. Bataillon des Ostasiatischen Infanterie-Regiments abkommandiert. Während der Expedition wurden davon zwei Mann verwundet. Am 15. Juli 1905 feierte das Regiment sein hundertjähriges Bestehen. Am 1. Oktober 1911 wurde die erste MG-Kompanie aufgestellt. 1910 war General der Infanterie Luitpold von der Tann-Rathsamhausen, 1913 General der Infanterie Hermann von Haag, zu der Zeit Generaladjutant seiner Majestät, à la suite des Regiments. Am 23. Januar 1913 wurde Oberst Ludwig von Tautphoeus zum Regimentskommandeur ernannt.

### Erster Weltkrieg

#### 1914
Das Regiment trat zu Beginn des Ersten Weltkriegs mit etwa 90 Offizieren, 3300 Unteroffizieren und Mannschaften, 235 Pferden sowie 75 Fahrzeugen an. Es war der 12. Infanterie-Brigade unter Generalmajor von Kirschbaum, im Weiteren der 6. Infanterie-Division unter Generalleutnant Maximilian von Höhn unterstellt. In der Schlacht in Lothringen am 20./21. August 1914 stieß das Regiment bei Prévocourt durch die Linien des französischen 68. Reservekorps und war am 21. August 1914 abends an der Wegnahme von Delme beteiligt. Tags darauf erreichte es die Seille. Am 11. September 1914 traf Ersatz von vier Offizieren, 27 Offizierstellvertretern, sowie 881 Unteroffizieren und Mannschaften ein. Von Chambley aus gewann am 19. September 1914 das Regiment Vigneulles. Von dort aus stieß es in den folgenden zwei Tagen im Zuge der Straße Vigneulles–St. Mihiel bis kurz vor St. Mihiel vor. Das III. Bataillon wurde der 11. Infanterie-Brigade unterstellt. Nordwestlich von Spada hatte das Bataillon, an der rechten Flanke der 11. Brigade eingesetzt, von 22. bis 24. September einen von Lacroix aus vorgetragenen französischen Angriff zu parieren. Die nachgezogene schwere Artillerie begann die dort gelegenen Forts zu beschießen, so dass das Regiment den Auftrag erhielt, am 25. September morgens das Camp des Romains zu nehmen. Am 25. September 1914 gelang es dem I. und II. Bataillon des Regiments zusammen mit Teilen des 6. Infanterie-Regiments beim Sturm auf das Fort Camp des Romains fünf Offiziere und 453 Franzosen gefangen zu nehmen. Eine Fortsetzung des Angriffs auf Fort Paroches musste aufgegeben werden, da anderen Truppenteilen der Übergang über die Maas nicht gelang.

#### 1915
Am 26. März 1915 wurde Oberstleutnant Theodor Carl zum Regimentskommandeur ernannt. Nördlich des Ailly-Waldes trat das Regiment am 5. Mai 1915 zu einem entscheidenden Angriff auf die französischen Stellungen an, so dass die Franzosen für die kommenden Monate die Angriffe einstellten. Ende 1915 wurden die Fahnen des Regiments auf dem Dienstwege an die Zeughausverwaltung übergeben.

#### 1916
Vor der Schlacht um Verdun verfügte das Regiment über eine Stärke von 2700 Mann und 800 Mann Ersatz. Anfang August löste die 6. Infanterie-Division das Alpenkorps, das an die Dolomitenfront abgezogen wurde, südlich Fleury ab. Das Regiment wurde südlich von Fleury zwischen dem 10. Infanterie-Regiments (rechts) 13. Infanterie-Regiment (links) in Stellung gebracht. Der verheerende Angriff der Franzosen am 2. August 1916 traf vor allem die beiden Nachbarn des Regiments, die Lage konnte jedoch am 3. August wieder halbwegs bereinigt werden, doch Fleury ging verloren. Bei den Kämpfen vor Verdun allein vom 14. Juli bis 7. August 1916 waren Verluste in Höhe von 20 Offizieren und 975 Mann festgestellt worden; die Gefechtsstärke war noch 1100 Mann. Am 18. September 1916 rückte das Regiment an der Somme tief gegliedert vor Gueudecourt ein. Das III. Bataillon war vorn rechts, das I. Bataillon links hinten eingesetzt. Am 25. September begann der britische Angriff, der die Front bis zum 30. September etwa zwei Kilometer nach Norden auf die Auffanglinie Ligny–Le Transloy zurückdrängte. Im November 1916 wurden zwei weitere MG-Kompanien beim Regiment gebildet.

#### 1917
Das Regiment wurde Ende Januar 1917 der neugebildeten 16. Infanterie-Division unterstellt. Am 19. April 1917 wurde Major Otto Rösch Regimentskommandeur und blieb es Kriegsende. Von Mai bis September 1917 kämpfte das Regiment in Flandern (u. a. am 7. Juni 1917 in Schlacht bei Wytschaete und Messines). Am 20. September 1917 waren die Kompanien aufgrund der schweren Gefechte von 100 auf 25 bis 30 Mann zusammengeschmolzen.
Das Regiment war an der Tank-Schlacht bei Cambrai Ende November 1917 beteiligt und wurde anschließend in die Siegfriedstellung verlegt.

#### 1918
Die 16. Infanterie-Division mit dem 11. Infanterie-Regiment nahm vom 21. März 1918 bis Anfang April an der Großen Schlacht in Frankreich teil und war anschließend bis August im Stellungskrieg bei Arras und Albert eingesetzt. Bei den Abwehrkämpfen bei Bapaume vom 21. bis 30. August 1918 wurde das Regiment bei Thilloy in den Kampf geworfen, wobei am 27. August 1918 das I. Bataillon südlich Bapaume nahezu vollständig aufgerieben wurde. Bei der 9. und 10. Kompanie waren noch jeweils 15 Mann übrig. Alle Maschinengewehre waren ausgefallen. Das Regiment konnte westlich Riencourt am 29. August 1918 wieder eine Verteidigungslinie aufbauen und einige Tage halten. Bei Westroosebeke konnte es am 28. September 1918 abends den englischen Angriff aufhalten, tags darauf rückte es dann in die Flandernstellung ein. Im Folgenden wich das Regiment kämpfend ca. 25 km nach Osten aus. Am 20. Oktober 1918 bezog das Regiment eine Stellung ostwärts des Lyskanals bei Landegem. Dort konnte man einige Tage britischen Angriffen standhalten. Am Ende des Krieges stand das Regiment westlich Termonde.
Während des Ersten Weltkriegs hatte das Regiment 81 Offiziere, drei Ärzte sowie 2120 Unteroffiziere und Mannschaften an Toten zu beklagen; die Zahl der Verwundeten, Vermissten und Gefangenen ist nicht überliefert.
Ritterkreuzträger des Militär-Max-Joseph-Ordens 1914/18:
- Leutnant Stuart Ritter von Linhard am 19. April 1915
- Leutnant Georg Ritter von Reiner am 24. August 1916
- Leutnant Ernst Ritter von Steindorff am 10. April 1917
- Hauptmann Ewald Ritter von Retze am 30. August 1918

### Verbleib
Nach dem Waffenstillstand von Compiègne räumten die Reste des Regiments ab 12. November 1918 das besetzte Gebiet und zogen sich über Lüttich und Aachen nach Düsseldorf zurück. Von dort erfolgte der Rückmarsch in die Heimat, wo das Regiment am 14. Dezember 1918 in Regensburg eintraf, demobilisiert und schließlich aufgelöst wurde. Aus Teilen bildeten sich zwei Freiformationen. Am 4. März 1919 wurde das I. Volkswehr-Bataillon Regensburg mit drei Kompanien und einer MG-Kompanie aufgestellt, die im Juni im Grenzschutz gegen Böhmen zum Einsatz kam. Am 19./20. April bildete sich das II. Volkswehr-Bataillon Regensburg mit ebenfalls drei Kompanien und einer MG-Kompanie. Beide Bataillone gingen am 1. August 1919 als I. Bataillon im Reichswehr-Infanterie-Regiment 48 der Vorläufigen Reichswehr auf.
Die Tradition übernahm in der Reichswehr durch Erlass des Chefs der Heeresleitung General der Infanterie Hans von Seeckt vom 24. August 1921 die 1. und 2. Kompanie des 20. (Bayerisches) Infanterie-Regiments in Regensburg. In der Wehrmacht führten der Regimentsstab, das I. und II. Bataillon sowie die 13. und 14. Kompanie des Infanterieregiments 20 in Regensburg die Tradition fort.

## Märsche
- Präsentiermarsch: „Bayerischer Präsentiermarsch und Fahnenmarsch von 1822/23“
- Parademarsch: „Von der Tann-Marsch“ von Andreas Hager